# Formuła 1 Sezon 1965
Formuła 1 Sezon 1965 był 16. sezonem organizowanych przez FIA wyścigów. Rozpoczął się 1 stycznia 1965, i zakończył 24 października po dziesięciu wyścigach.

## Podsumowanie Sezonu
Drugi tytuł mistrzowski zdobył Jim Clark dzięki sześciu zwycięstwom. Nie wystartował tylko w Monako z powodu startu w Indianapolis 500. Debiutujący Jackie Stewart ukończył sezon na trzecim miejscu, a Richie Ginther odniósł swoje jedyne oraz pierwsze Hondy zwycięstwo grand prix.

## Przegląd sezonu
| Rnd | Wyścig                       | Data            | Miejsce            | Zwycięzca      | Konstruktor  |
| --- | ---------------------------- | --------------- | ------------------ | -------------- | ------------ |
| 1   | Grand Prix RPA               | 1 stycznia      | Prince George      | Jim Clark      | Lotus-Climax |
| 2   | Grand Prix Monako            | 30 maja         | Monaco             | Graham Hill    | BRM          |
| 3   | Grand Prix Belgii            | 13 czerwca      | Spa-Francorchamps  | Jim Clark      | Lotus-Climax |
| 4   | Grand Prix Francji           | 27 czerwca      | Charade            | Jim Clark      | Lotus-Climax |
| 5   | Grand Prix Wielkiej Brytanii | 10 lipca        | Silverstone        | Jim Clark      | Lotus-Climax |
| 6   | Grand Prix Holandii          | 18 lipca        | Zandvoort          | Jim Clark      | Lotus-Climax |
| 7   | Grand Prix Niemiec           | 1 sierpnia      | Nürburgring        | Jim Clark      | Lotus-Climax |
| 8   | Grand Prix Włoch             | 12 września     | Monza              | Jackie Stewart | BRM          |
| 9   | Grand Prix USA               | 3 października  | Watkins Glen       | Graham Hill    | BRM          |
| 10  | Grand Prix Meksyku           | 24 października | Hermanos Rodríguez | Richie Ginther | Honda        |

## Klasyfikacja końcowa konstruktorów
| Miejsce | Konstruktor    | Punktów |
| ------- | -------------- | ------- |
| 1       | Lotus-Climax   | 54 (58) |
| 2       | BRM            | 45 (61) |
| 3       | Brabham-Climax | 27 (31) |
| 4       | Ferrari        | 26 (27) |
| 5       | Cooper-Climax  | 14      |
| 6       | Honda          | 11      |
| 7       | Brabham-BRM    | 5       |
| 8       | Lotus-BRM      | 2       |
| 9       | LDS-Alfa Romeo | 0       |
| 10      | LDS-Climax     | 0       |
| 11      | Cooper-Ford    | 0       |
| 12      | Alfa Romeo     | 0       |
| 13      | Brabham-Ford   | 0       |
| 14      | Lotus-Ford     | 0       |

## 1965 Klasyfikacja końcowa kierowców
| Pos. | Kierowca           | RPA | MCO | BEL | FRA | GBR | NED | GER | ITA | USA | MEX | Pkt.    |
| ---- | ------------------ | --- | --- | --- | --- | --- | --- | --- | --- | --- | --- | ------- |
| 1    | Jim Clark          | 1   | –   | 1   | 1   | 1   | 1   | 1   | 10  | NU  | NU  | 54      |
| 2    | Graham Hill        | 3   | 1   | (5) | (5) | 2   | (4) | 2   | 2   | 1   | NU  | 40 (47) |
| 3    | Jackie Stewart     | (6) | 3   | 2   | 2   | 5   | 2   | NU  | 1   | NU  | NU  | 33 (34) |
| 4    | Dan Gurney         | NU  | –   | 10  | NU  | 6   | 3   | 3   | 3   | 2   | 2   | 25      |
| 5    | John Surtees       | 2   | 4   | NU  | 3   | 3   | 7   | NU  | NU  | –   | –   | 17      |
| 6    | Lorenzo Bandini    | 15  | 2   | 9   | 8   | NU  | 9   | 6   | 4   | 4   | 8   | 13      |
| 7    | Richie Ginther     | –   | NU  | 6   | NU  | NU  | 6   | –   | 14  | 7   | 1   | 11      |
| 8    | Mike Spence        | 4   | –   | 7   | 7   | 4   | 8   | NU  | 11  | NU  | 3   | 10      |
| 9    | Bruce McLaren      | 5   | 5   | 3   | NU  | 10  | NU  | NU  | 5   | NU  | NU  | 10      |
| 10   | Jack Brabham       | 8   | NU  | 4   | –   | NW  | –   | 5   | –   | 3   | NU  | 9       |
| 11   | Denny Hulme        | –   | 8   | –   | 4   | NU  | 5   | NU  | NU  | –   | –   | 5       |
| 12   | Jo Siffert         | 7   | 6   | 8   | 6   | 9   | 13  | NU  | NU  | 11  | 4   | 5       |
| 13   | Jochen Rindt       | NU  | NZ  | 11  | NU  | 14  | NU  | 4   | 8   | 6   | NU  | 4       |
| 14   | Pedro Rodríguez    | –   | –   | –   | –   | –   | –   | –   | –   | 5   | 7   | 2       |
| 15   | Ronnie Bucknum     | –   | NU  | NU  | NU  | –   | –   | –   | NU  | 13  | 5   | 2       |
| 16   | Richard Attwood    | –   | NU  | 14  | –   | 13  | 12  | NU  | 6   | 10  | 6   | 2       |
| 17   | Jo Bonnier         | NU  | 7   | NU  | NU  | 7   | NU  | 7   | 7   | 8   | NU  | 0       |
| 18   | Frank Gardner      | 12  | NU  | NU  | –   | 8   | 11  | NU  | NU  | –   | –   | 0       |
| 19   | Masten Gregory     | –   | –   | NU  | –   | 12  | –   | 8   | NU  | –   | –   | 0       |
| 20   | Bob Anderson       | NK  | 9   | NW  | 9   | NU  | NU  | NW  | –   | –   | –   | 0       |
| 21   | Innes Ireland      | –   | –   | 13  | NU  | NU  | 10  | –   | 9   | NU  | –   | 0       |
| 22   | Paul Hawkins       | 9   | 10  | –   | –   | –   | –   | NU  | –   | –   | –   | 0       |
| 23   | Bob Bondurant      | –   | –   | –   | –   | –   | –   | –   | –   | 9   | NU  | 0       |
| 24   | Peter de Klerk     | 10  | –   | –   | –   | –   | –   | –   | –   | –   | –   | 0       |
| 25   | Tony Maggs         | 11  | –   | –   | –   | –   | –   | –   | –   | –   | –   | 0       |
| 26   | Ian Raby           | –   | –   | –   | –   | 11  | –   | NZ  | –   | –   | –   | 0       |
| 27   | Moisés Solana      | –   | –   | –   | –   | –   | –   | –   | –   | 12  | NU  | 0       |
| 28   | Lucien Bianchi     | –   | –   | 12  | –   | –   | –   | –   | –   | –   | –   | 0       |
| 29   | Nino Vaccarella    | –   | –   | –   | –   | –   | –   | –   | 12  | –   | –   | 0       |
| 30   | Sam Tingle         | 13  | –   | –   | –   | –   | –   | –   | –   | –   | –   | 0       |
| 31   | Roberto Bussinello | –   | –   | –   | –   | –   | –   | NZ  | 13  | –   | –   | 0       |
| 32   | David Prophet      | 14  | –   | –   | –   | –   | –   | –   | –   | –   | –   | 0       |
| –    | Chris Amon         | –   | –   | –   | NU  | NW  | –   | NU  | –   | –   | –   | 0       |
| –    | John Love          | NU  | –   | –   | –   | –   | –   | –   | –   | –   | –   | 0       |
| –    | Mike Hailwood      | –   | NU  | –   | –   | –   | –   | –   | –   | –   | –   | 0       |
| –    | John Rhodes        | –   | –   | –   | –   | NU  | –   | –   | –   | –   | –   | 0       |
| –    | Gerhard Mitter     | –   | –   | –   | –   | –   | –   | NU  | –   | –   | –   | 0       |
| –    | Giancarlo Baghetti | –   | –   | –   | –   | –   | –   | –   | NU  | –   | –   | 0       |
| –    | Geki               | –   | –   | –   | –   | –   | –   | –   | NU  | –   | –   | 0       |
| –    | Giorgio Bassi      | –   | –   | –   | –   | –   | –   | –   | NU  | –   | –   | 0       |
| –    | Trevor Blokdyk     | NZ  | –   | –   | –   | –   | –   | –   | –   | –   | –   | 0       |
| –    | Doug Serrurier     | NZ  | –   | –   | –   | –   | –   | –   | –   | –   | –   | 0       |
| –    | Neville Lederle    | NZ  | –   | –   | –   | –   | –   | –   | –   | –   | –   | 0       |
| –    | Brausch Niemann    | NZ  | –   | –   | –   | –   | –   | –   | –   | –   | –   | 0       |
| –    | Ernie Pieterse     | NZ  | –   | –   | –   | –   | –   | –   | –   | –   | –   | 0       |
| –    | Alan Rollinson     | –   | –   | –   | –   | NZ  | –   | –   | –   | –   | –   | 0       |
| –    | Brian Gubby        | –   | –   | –   | –   | NZ  | –   | –   | –   | –   | –   | 0       |
| –    | Jackie Pretorius   | NPK | –   | –   | –   | –   | –   | –   | –   | –   | –   | 0       |
| –    | Clive Puzey        | NPK | –   | –   | –   | –   | –   | –   | –   | –   | –   | 0       |
| –    | Dave Charlton      | NPK | –   | –   | –   | –   | –   | –   | –   | –   | –   | 0       |
| Pos. | Kierowca           | RPA | MCO | BEL | FRA | GBR | NED | GER | ITA | USA | MEX | Pts.    |

| Legenda oznaczeń w tabelach wyników Wyświetl szablon na nowej stronie | Legenda oznaczeń w tabelach wyników Wyświetl szablon na nowej stronie                                                                     |
| Oznaczenie                                                            | Wyjaśnienie |
| --------------------------------------------------------------------- | --- |
| Złoty                                                                 | Zwycięzca lub mistrzostwo |
| Srebrny                                                               | 2. miejsce lub wicemistrzostwo |
| Brązowy                                                               | 3. miejsce lub II wicemistrzostwo |
| Zielony                                                               | Ukończył, punktował (w klasyfikacji generalnej, gdy zdobył co najmniej jeden punkt na przestrzeni sezonu, poza trzema powyższymi opcjami) |
| Niebieski                                                             | Ukończył, nie punktował (w klasyfikacji generalnej, gdy nie zdobył co najmniej jednego punktu na przestrzeni sezonu)                      |
| Czerwony                                                              | Nie zakwalifikował się (NZ) |
| Czerwony                                                              | Nie prekwalifikował się (NPK) |
| Różowy                                                                | Nie ukończył (NU) |
| Różowy                                                                | Niesklasyfikowany (NS) (w klasyfikacji generalnej, gdy nie został sklasyfikowany w żadnym wyścigu sezonu)                                 |
| Czarny                                                                | Zdyskwalifikowany (DK) |
| Czarny                                                                | Wykluczony (WYK/EX) |
| Biały                                                                 | Nie wystartował (NW) |
| Biały                                                                 | Kontuzjowany (K/INJ) |
| Biały                                                                 | Wyścig odwołany (OD/C) |
| Bez koloru                                                            | Został wycofany (WYC/WD) |
| Bez koloru                                                            | Nie przybył (NP/DNA) |
| Bez koloru                                                            | Nie brał udziału w treningach (NT/DNP) |
| Bez koloru                                                            | Nie został zgłoszony (–) |
| Pogrubienie                                                           | Start z pole position |
| Kursywa                                                               | Najszybsze okrążenie wyścigu |
| †                                                                     | Nie ukończył, ale jego rezultat został zaliczony ze względu na przejechanie więcej niż 90% dystansu wyścigu.                              |
| *                                                                     | Sezon w trakcie |
| 1/2/3                                                                 | Punktowana pozycja w sprincie kwalifikacyjnym                                                                                             |
| Lista systemów punktacji Formuły 1                                    | |

## Wyniki wyścigów nie zaliczonych do mistrzostw
| Nazwa Wyścigu                  | Tor              | Data        | Zwycięzca      | Konstruktor  |
| ------------------------------ | ---------------- | ----------- | -------------- | ------------ |
| I Wyścig Mistrzów              | Brands Hatch     | 13 marca    | Mike Spence    | Lotus-Climax |
| XIV Grand Prix Syrakuz         | Syrakuzy         | 4 kwietnia  | Jim Clark      | Lotus-Climax |
| I Glover Trophy                | Goodwood Circuit | 19 kwietnia | Jim Clark      | Lotus-Climax |
| XVII BRDC International Trophy | Silverstone      | 2 maja      | Jackie Stewart | BRM          |
| IV Śródziemne Grand Prix       | Enna Pergusa     | 15 sierpnia | Jo Siffert     | Brabham-BRM  |